# Sphenacodontidae
Sphenacodontidae é uma família de pelicossauros carnívoros distribuída do Carbonífero Superior ao Permiano Médio. Inclui uma das formas mais conhecidas de pelicossauros, o dimetrodonte.

## Gêneros
- Ctenorhachis Hook & Hotton, 1991
- Ctenospondylus Romer 1936
- Dimetrodon Cope 1878
- Haptodus Gaudry, 1886
- Neosaurus Romer 1936
- Palaeohatteria Credner, 1888
- Pantelosaurus von Huene, 1925
- Secodontosaurus Romer 1936
- Sphenacodon Marsh 1878
- Steppesaurus Olson & Beerbower 1953
- Watongia Olson, 1974